# Хайнрих фон Валдбург-Волфег
Хайнрих фон Валдбург-Волфег (на немски: Heinrich von Waldburg-Wolfegg; * 8 март 1568; † 16 август 1637) е наследствен „трушсес“ на Валдбург, 1628 г. граф на Волфег и императорски съветник.

## Биография
Той е големият син на трушсес Якоб V фон Валдбург-Волфег-Цайл (1546 – 1589) и съпругата му графиня Йохана фон Цимерн-Мескирх (1548 – 1613), дъщеря на автора на „Хрониката на графовете фон Цимерн“ граф Фробен Кристоф фон Цимерн (1519 – 1566) и графиня Кунигунда фон Еберщайн (1528 – 1575).
На 28 февруари 1628 г. в Прага ммператор Фердинанд II издига Хайнрих на имперски граф на Волфег, а брат му Фробен (1569 – 1614) на фрайхер на Валдбург, граф на Цайл и на „имперски трушсес“.
Хайнрих фон Валдбург-Волфег умира на 16 август 1637 г. на 69 години.

## Фамилия
Хайнрих фон Валдбург-Волфег се жени на 14/24 април 1595 г. в Зигмаринген за графиня Мария Якоба фон Хоенцолерн-Зигмаринген (* 3 януари 1577; † 20 март 1630), дъщеря на граф Карл II фон Хоенцолерн-Зигмаринген (1547 – 1606) и Евфросина фон Йотинген-Валерщайн (1552 – 1590), дъщеря на граф Фридрих V фон Йотинген-Валерщайн († 1579). Те имат седем деца:
- Йохана Евфросина фон Валдбург-Волфег (* 1 март 1596, Валдзее; † 9 септември 1651, Тетнаг), омъжена на 7 октомври 1618 г. във Волфег за граф Хуго XV фон Монфор-Тетнанг (* 1 април 1599; † 2 юли 1662)
- Анна Мария фон Валдбург-Волфег (* 11 март 1597; † 14 октомври 1635), омъжена на 28 септември 1625 г. за граф Вилхелм Хайнрих фон Валдбург, граф фон Фридберг и Траухбург, трушсес (* 26 януари 1580; † 7 май 1652)
- Йохан фон Валдбург-Волфег (* 26 март 1598, Валдзее; † 13/15 декември 1644), епископ на Констанц (1628 – 1644)
- Мария Кунигунда фон Валдбург-Волфег (* 24 март 1599; † 1 октомври 1601)
- Якоб Карл фон Валдбург-Волфег (* 6 март 1600; † 12 септември 1661), президент на имперския камера съд, домхер в Аугсбург, домпропст в Шпайер, погребан в Констанц, Мюнстер
- Мария Елеонора фон Валдбург-Волфег (* 6 ноември 1602; † 1638)
- Максимилиан Вилибалд фон Валдбург-Волфег (* 18 септември 1604, Волфег; † 30 януари 1667, Амберг), граф на Волфег, трушсес на Валдбург, женен I. на 26 февруари 1637 г. за графиня Магдалена Юлиана фон Хоенлое-Валденбург (* 12 август 1619; † 21 ноември 1645), II. на 26 декември 1648 г. в Линдау ам Бодензее за принцеса и контеса Клара Изабела фон Аренберг (* 2 ноември 1629; † 7 септември 1670).